# Nachbi
Nachbi (Hebreeuws: נַחְבִּי), zoon van Wofsi, is in de Hebreeuwse Bijbel één der stamvertegenwoordigers die door Mozes werden uitgestuurd om het land Kanaän te verspieden. Mozes kreeg opdracht van de Heer om uit elke Israëlische stam een leider te kiezen om deze opdracht te vervullen. Nachbi vertegenwoordigde de stam van Naftali.